# San Francisco 49ers 1960
La stagione 1962 dei San Francisco 49ers è stata la 11ª della franchigia nella National Football League.

## Partite

### Stagione regolare
| Turno | Data               | Avversario           | Risultato          | Pubblico           |
| ----- | ------------------ | -------------------- | ------------------ | ------------------ |
| 1     | 25/9/1960          | New York Giants      | S 21–19            | 44,598             |
| 2     | 2/10/1960          | Los Angeles Rams     | V 13–9             | 53,633             |
| 3     | 9/10/1960          | at Detroit Lions     | V 14–10            | 49,825             |
| 4     | 16/10/1960         | at Chicago Bears     | S 27–10            | 48,226             |
| 5     | 23/10/1960         | at Green Bay Packers | S 41–14            | 39,914             |
| 6     | 30/10/1960         | Chicago Bears        | V 25–7             | 55,071             |
| 7     | 6/11/1960          | Detroit Lions        | S 24–0             | 48,447             |
| 8     | Settimana di pausa | Settimana di pausa   | Settimana di pausa | Settimana di pausa |
| 9     | 20/11/1960         | at Dallas Cowboys    | V 26–14            | 10,000             |
| 10    | 27/11/1960         | at Baltimore Colts   | V 30–22            | 57,808             |
| 11    | 4/12/1960          | at Los Angeles Rams  | V 23–7             | 77,254             |
| 12    | 10/12/1960         | Green Bay Packers    | S 13–0             | 53,612             |
| 13    | 18/12/1960         | Baltimore Colts      | V 34–10            | 57,269             |